# Nouvel hôtel de ville de Celle
 (mai 2023).
Si vous disposez d'ouvrages ou d'articles de référence ou si vous connaissez des sites web de qualité traitant du thème abordé ici, merci de compléter l'article en donnant les références utiles à sa vérifiabilité et en les liant à la section « Notes et références ».

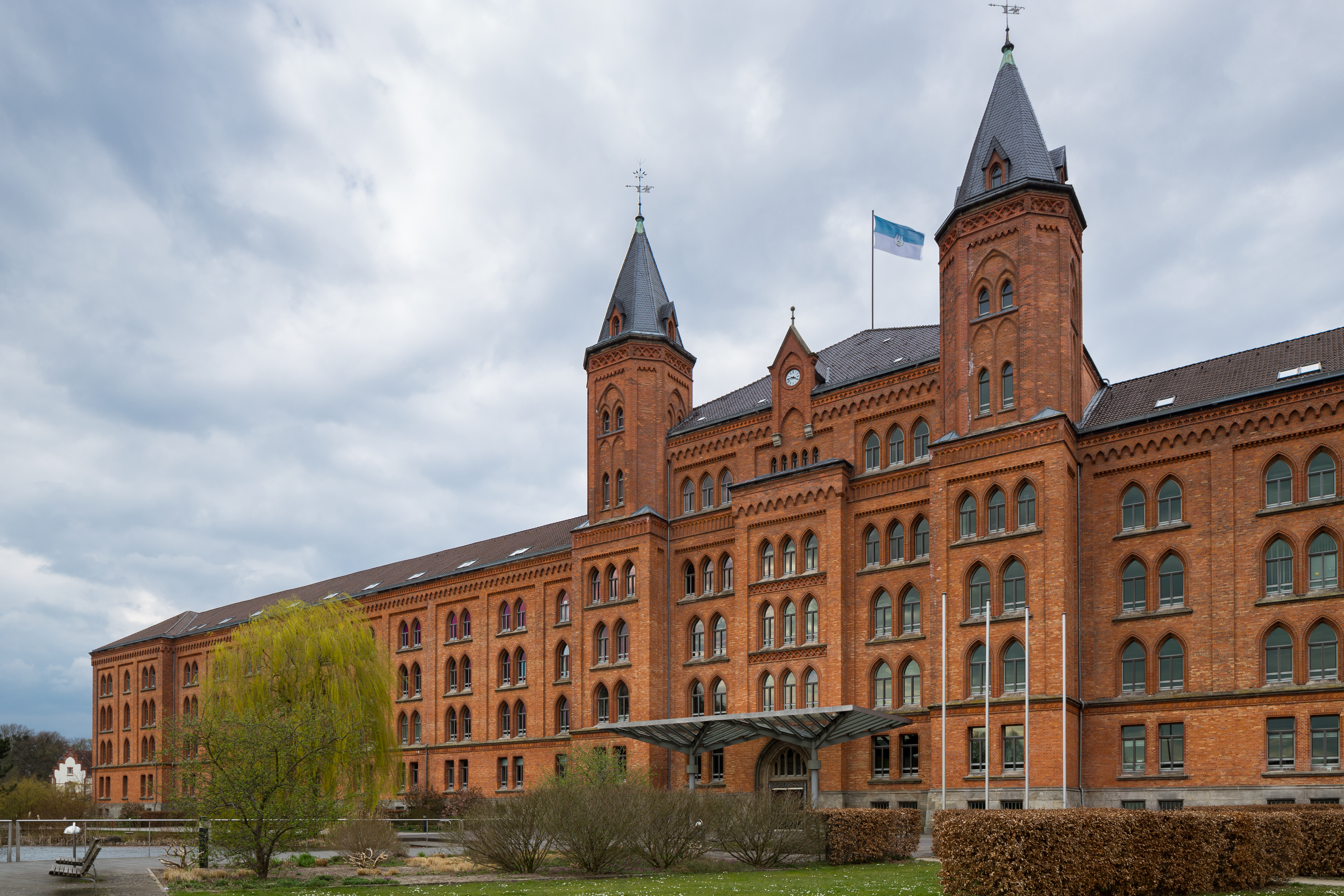
Façade sud

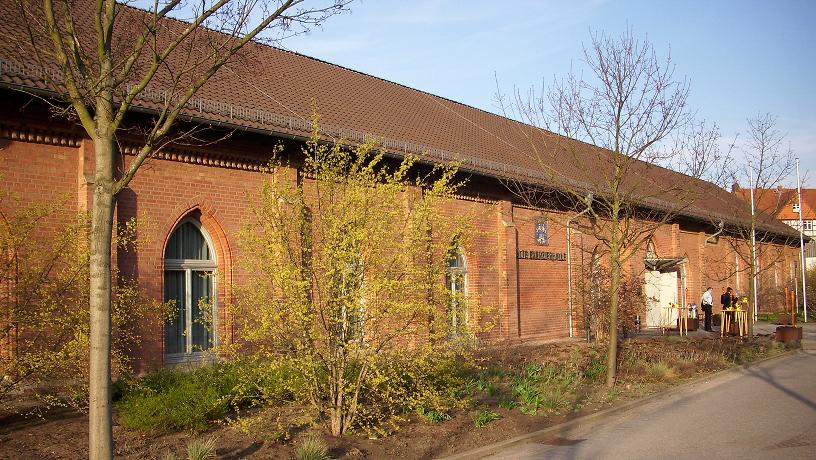
Ancienne salle de parade

Le nouvel hôtel de ville de Celle, également connu sous le nom de Heide-Kaserne ou Taunton Barracks, est une ancienne caserne militaire qui abrite le siège de l'administration municipale et du bourgmestre depuis 1999.

## Description
Le bâtiment néo-gothique en brique mesure 181 mètres de long et a une hauteur de 25 mètres. Il compte 5 étages et, conçu comme une caserne, offrait de l'espace pour 1 200 soldats dans 300 chambres. Après trois ans de transformation en bâtiment administratif, le Nouvel Hôtel de Ville est aujourd'hui un hôtel de ville moderne et représentatif.

## Histoire
En 1852, le site fut acquis par l'administration militaire du Royaume de Hanovre. Après l'annexion du royaume de Hanovre par la Prusse en 1866, les travaux de construction débutent en 1869. La caserne d'infanterie a été construite en 1872. Elle sera ensuite occupée par des unités de la Reichswehr et de la Wehrmacht. Après la fin de la Seconde Guerre mondiale, la caserne a servi de camp de réfugiés administré par les Nations Unies. Des unités britanniques y ont été stationnées de 1956 à 1992.
En 1994, la ville de Celle acquiert le site de la caserne et en 1996 commence la rénovation du bâtiment principal, inauguré le 8 mai 1999. De plus, plusieurs parkings et un parc de 1,7 hectare ont été créés. Plusieurs dépendances ont été repensées, par exemple l'ancienne salle de parade en une salle polyvalente pour des concerts, des expositions et des réunions plus importantes.

## Littérature
- Ville de Celle : Petite Chronique de la Nouvelle Mairie de Celle, Celle 1999
- Helmut Rüggeberg : Histoire de la Ville de Celle, Celle 2007
- Eckart Rüsch : Sur l'histoire de la construction de la grande caserne d'infanterie de 1869 à 1872 à Celle. In : Chronique de Celle, contributions à l'histoire et à la géographie de la ville et du quartier de Celle, éd. Musée Association Celle e. V., Tome 20, Celle 2013,  (ISSN 0177-719X), p. 105 à 156.

## Liens web
- La Nouvelle Mairie sur le site de l'Office de Tourisme
- Quartiers de l'équipage dans l'atlas des monuments de Basse-Saxe
- Das Neue Rathaus en modèle 3D
- Bâtiments du point de vue de l'armée britannique du Rhin comme Taunton Barracks avec photos historiques (anglais)

## Source de traduction
- (de) Cet article est partiellement ou en totalité issu de l’article de Wikipédia en allemand intitulé « Neues Rathaus (Celle) » (voir la liste des auteurs).